# Fonogramavtal
Ett fonogramavtal är ett avtal eller kontrakt angående ett fonogram, som till exempel ska ges ut. Avtalet sluts mellan ett skivbolag och en utövare. En notering är att om det ingår ett så kallat layout avdrag är det istället ett licensavtal.